# M39 (astronomia)
M 39 (noto anche come NGC 7092) è un brillante ammasso aperto visibile nella costellazione del Cigno; grazie alla sua luminosità è facilmente osservabile anche con piccoli strumenti.

## Osservazione

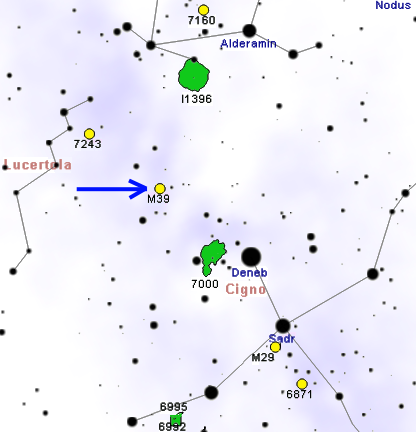
Mappa per individuare M39.

M39 già è visibile ad occhio nudo nelle notti discretamente limpide: si mostra come una macchia chiara nella parte nord-orientale della costellazione, verso il confine con le adiacenti Cefeo e Lucertola; un binocolo 7x30 è sufficiente per risolverlo in massima parte, consentendo di individuare una ventina di stelle e il suo caratteristico aspetto triangolare, mentre un 10x50 già le mostra ben separate e nette, mostrando anche alcune coppie. Un telescopio di piccole dimensioni lo risolve completamente, mostrando le sue componenti piuttosto sparpagliate e un ricco campo stellare di fondo.
M39 può essere osservato da entrambi gli emisferi terrestri, sebbene la sua declinazione settentrionale favorisca notevolmente gli osservatori dell'emisfero nord; dalle regioni boreali si presenta estremamente alto nel cielo nelle notti d'estate, mostrandosi persino circumpolare dalle regioni più settentrionali e della fascia temperata medio-alta, mentre dall'emisfero australe resta sempre molto basso, ad eccezione delle aree prossime all'equatore. È comunque visibile da buona parte delle aree abitate della Terra. Il periodo migliore per la sua osservazione nel cielo serale è quello compreso fra giugno e novembre.

## Storia delle osservazioni
M39 fu scoperto da Charles Messier nel 1764, mentre era alla ricerca di comete; egli lo descrisse così: "Un ammasso di stelle vicino alla coda del Cigno, che possono essere viste con un normale telescopio da 3 piedi e mezzo. Diametro 1°.". Alcuni studiosi ritengono che l'ammasso possa essere già stato scoperto da Guillaume Le Gentil nel 1750, o addirittura da Aristotele 325 a.C. Stranamente, nonostante la sua luminosità e facilità di risoluzione, solo pochi riferimenti sono giunti dagli osservatori successivi, compresi i due Herschel e l'ammiraglio Smyth.

## Caratteristiche

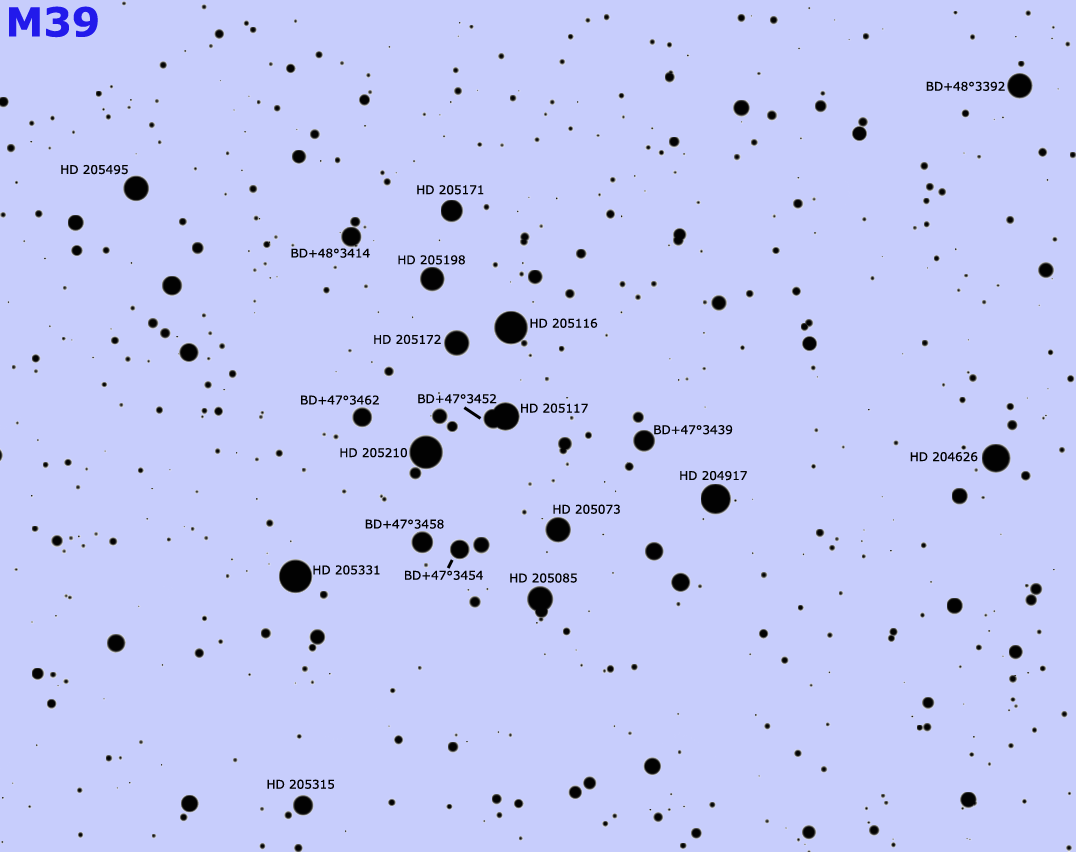
Mappa dettagliata di M39, con le sigle delle stelle principali.

M39 si trova ad una distanza di circa 825 anni luce dalla Terra, con una età stimata fra i 230 e i 300 milioni di anni; il suo diametro è di circa 7 anni luce e contiene almeno 30 membri più luminosi dell'undicesima magnitudine. Le 12 stelle più brillanti sono tutte di tipo A e B, sparse per un campo di oltre 30', mentre le stelle superiori alla nona magnitudine sono una ventina. La stella più brillante dell'ammasso è nota con la sigla HD 205331; si tratta di una stella bianca di tipo spettrale A0, con una magnitudine apparente di 6,83, e costituisce il bordo sudorientale dell'ammasso. A queste componenti principali se ne aggiungerebbero diverse altre fino alla magnitudine 14,8, oltre la quale distinguere con certezza i membri dell'ammasso dalle stelle di campo diventa piuttosto problematico.
Dal diagramma H-R di M39 si deduce che virtualmente tutti i membri si trovano sulla sequenza principale, ma che alcune delle stelle più brillanti appaiono trovarsi proprio sul punto di iniziare la loro evoluzione verso lo stadio di giganti. Fra le componenti meno luminose dell'ammasso sono state individuate una decina di stelle che mostrerebbero segni di variabilità, probabilmente con un periodo breve.
La velocità radiale dell'ammasso è di circa 15 km/s in avvicinamento. La sua distanza lo colloca in una regione galattica interna al Braccio di Orione, a breve distanza dai complessi nebulosi oscuri che mascherano la luce delle brillanti associazioni OB del complesso di Cefeo. Analisi della sua struttura hanno mostrato che M39 presenta alcune analogie con altri ammassi aperti ben noti, come le Pleiadi e il Presepe, come la distribuzione delle componenti stellari fra le regioni centrali e quelle periferiche dell'ammasso.

### Libri
- (EN) Stephen James O'Meara, Deep Sky Companions: The Messier Objects, Cambridge University Press, 1998, ISBN 0-521-55332-6.

### Carte celesti
- Toshimi Taki, Taki's 8.5 Magnitude Star Atlas, su geocities.jp, 2005. URL consultato il 7 novembre 2010 (archiviato dall'url originale il 5 novembre 2018). - Atlante celeste liberamente scaricabile in formato PDF.
- Tirion, Rappaport, Lovi, Uranometria 2000.0 - Volume I - The Northern Hemisphere to -6°, Richmond, Virginia, USA, Willmann-Bell, inc., 1987, ISBN 0-943396-14-X.
- Tirion, Sinnott, Sky Atlas 2000.0 - Second Edition, Cambridge, USA, Cambridge University Press, 1998, ISBN 0-933346-90-5.
- Tirion, The Cambridge Star Atlas 2000.0, 3ª ed., Cambridge, USA, Cambridge University Press, 2001, ISBN 0-521-80084-6.